# Ngự Thiên, Hưng Yên
Ngự Thiên là một xã thuộc tỉnh Hưng Yên, Việt Nam.

## Địa lý
Xã Ngự Thiên nằm ở trung tâm của tỉnh Hưng Yên, có vị trí địa lý:
- Phía đông bắc giáp xã Tống Trân.
- Phía nam giáp xã Tiên La.
- Phía tây nam giáp xã Long Hưng.
- Phía bắc giáp xã Tiên Hoa và xã Tiên Lữ.

## Lịch sử
Ngày 16 tháng 6 năm 2025, Ủy ban Thường vụ Quốc hội ban hành Nghị quyết số 1666/NQ-UBTVQH15 về việc sắp xếp các đơn vị hành chính cấp xã của tỉnh Hưng Yên năm 2025. Theo đó, sắp xếp toàn bộ diện tích tự nhiên, quy mô dân số của các xã Tân Hòa (huyện Hưng Hà), Canh Tân, Cộng Hòa và Hòa Tiến thành xã mới có tên gọi là xã Ngự Thiên.